# Locarno (stacja kolejowa)
Locarno (włoski: Stazione di Locarno) – stacja kolejowa w Locarno, w kantonie Ticino, w Szwajcarii. Składa się z dwóch nie połączonych ze sobą dworców czołowych. SBB-CFF-FFS obsługujące linię między Bellinzoną i Locarno, wykorzystują normalnotorową linię rozgałęzienia Gotthardbahn. W 1912 otwarto linię wąskotorową z Domodossoli, której koniec obecnie znajduje się w dworcu podziemnym.
Przed przebudowa stacji kolejowej, pociągi wąskotorowe zatrzymały się na osobnych peronach na placu stacji. W ramach przebudowy stacji wybudowano 2 perony obsługujące pociągi normalnotorowe, a dworzec kolei wąskotorowej umieszczono pod powierzchnią ziemi (FART).
Administracyjnie stacja położona jest na terenie gminy Muralto.

## Linie kolejowe
- Giubiasco – Locarno
- Domodossola – Locarno